# Bundesgymnasium und Bundesrealgymnasium Lilienfeld
Das Bundesgymnasium und Bundesrealgymnasium Lilienfeld ist eine Allgemeinbildende Höhere Schule in Lilienfeld.

## Geschichte
Auf Betreiben von Bürgermeister Sepp Ganner wurde 1967 in den Räumen des Stiftes Lilienfeld eine Klasse als Expositur des Bundesgymnasium und Bundesrealgymnasium St. Pölten geführt und im Jahr 1975 konnten die ersten Maturanten entlassen werden. Am 1. Jänner 1976 wurde die Schule eigenständig, erster Direktor war Heribert May. In den 2010ern wurde Gymnasium saniert und die Turnsäle von Grund auf erneuert.

## Leitung
- 1967–1984 Heribert May
- 1984–2000 Walter Biberle
- 2000–2001 Harald Hauser
- 2001–2004 Franz Koppensteiner
- 2004–2012 Josef Schletz
- 2012–0000 Josef Heindl